# Myrmica cagnianti
Myrmica cagnianti  (лат.) — вид мелких муравьёв рода Myrmica (подсемейство мирмицины).

## Распространение
Северная Африка: Алжир, Марокко. Горы Атлас на высотах 1650-2600 м.

## Описание
Мелкие желтовато-коричневые муравьи длиной около 5 мм с длинными шипиками заднегруди. Стебелёк между грудкой и брюшком состоит из двух члеников: петиолюса и постпетиолюса (последний четко отделен от брюшка), жало развито, куколки голые (без кокона).

## Систематика
Близок к Myrmica aloba и видам группы Myrmica scabrinodis. Вид был впервые описан в 1996 году и назван в честь французского мирмеколога профессора Henri Cagniant (Тулузский университет)